# Nedlati
Nedlati (en georgiano: ნედლათი) o Farn (en osetio: Фæрн) es una aldea que pertenece a la parcialmente reconocida República de Osetia del Sur, parte del distrito de Znaur, aunque de iure pertenece al municipio de Tighvi de la región de Iberia Interior de Georgia.

## Geografía
Nedlati se encuentra en la orilla derecha del río Shua Froni, a 2 km de Kornisi. 

## Historia
De 1922 a 1990, formó parte del distrito de Znaur del óblast autónomo de Osetia del Sur, siendo de mayoría osetia. De 1990 a 2006, formó parte del raión de Kareli y, desde 2006, forma parte del municipio de Tighva. 
Con la guerra de Osetia del Sur, la aldea quedó parcialmente abandonada (sólo habitada por georgianos) y pasó a la zona de control georgiana. Tras la guerra ruso-georgiana de agosto de 2008, la aldea quedó bajo el control de las autoridades de Osetia del Sur. 

## Demografía
La evolución demográfica de Nedlati entre 1916 y 1989 fue la siguiente:
| 126                                                      | 204 | 221 | 313 | 354 | 291 |
| (Fuente: Population of South Ossetia since Soviet times) |     |     |     |     |     |

Según el censo soviético de 1959, la mayoría de la población local eran georgianos. En los distintos censos, la composición étnica del pueblo es la siguiente:
|              | 1916      | 1916       | 1989      | 1989       |
| Grupo étnico | Población | Porcentaje | Población | Porcentaje |
| ------------ | --------- | ---------- | --------- | ---------- |
| Georgianos   | 126       | 100%       | 175       | 59%        |
| Osetios      | 0         | 0%         | 116       | 41%        |
| Total        | 126       | 100%       | 291       | 100%       |